# Bincknoll Castle
Bincknoll Castle är en fornborg från järnåldern i Storbritannien. Det ligger i grevskapet Wiltshire och riksdelen England, 120 km väster om huvudstaden London. 
Bincknoll Castle ligger 194 meter över havet. Närmaste större samhälle är Swindon, 6 km nordost om Bincknoll Castle. Trakten runt Bincknoll Castle består till största delen av jordbruksmark.